# 颱風佛瑞特 (1983年)
| 太平洋颱風季             |
| 主題頁 - 專題 - 編輯指南 |

| 排名                                            | 颱風   | 年份 | 氣壓 | 氣壓     |
| 排名                                            | 颱風   | 年份 | 百帕 | 英寸汞柱 |
| ----------------------------------------------- | ------ | ---- | ---- | -------- |
| 1                                               | 泰培   | 1979 | 870  | 25.69    |
| 2                                               | 娜拉   | 1973 | 875  | 25.84    |
| 2                                               | 琴茵   | 1975 | 875  | 25.84    |
| 4                                               | 艾達   | 1958 | 877  | 25.9     |
| 5                                               | 吉蒂   | 1966 | 880  | 25.99    |
| 5                                               | 麗妲   | 1978 | 880  | 25.99    |
| 5                                               | 雲妮莎 | 1984 | 880  | 25.99    |
| 8                                               | 蓮娜   | 1953 | 885  | 26.13    |
| 8                                               | 瓊安   | 1959 | 885  | 26.13    |
| 8                                               | 艾瑪   | 1971 | 885  | 26.13    |
| 8                                               | 佛瑞特 | 1983 | 885  | 26.13    |
| 8                                               | 鮎魚   | 2010 | 885  | 26.13    |
| 来源：日本气象厅北太平洋台风 最佳路径分析数据。 |        |      |      |          |

颱風佛瑞特（英語：Typhoon Forrest，國際編號：8310，聯合颱風警報中心編號：11W，菲律宾大气地球物理和天文管理局命名：Ising）是1983年太平洋颱風季中第11個被命名的熱帶氣旋。
佛瑞特在日本又被稱為昭和五十八年颱風第十號，是當年最強颱風（日本氣象台評價最低氣壓僅885百帕，唯根據高空探測，其最低氣壓應低至876百帕），也是西北太平洋增強最快的颱風。佛瑞特最後於9月28日在日本九州登陸，並減弱為熱帶風暴並挾帶暴雨，其所帶來的破壞不小，至少有21人因而罹難。

## 發展過程
9月19日，一個熱帶擾動在關島之西南幾百英里的海面上形成。翌日即增強為熱帶低氣壓，被聯合颱風警報中心編號為11W，之後很快便增強為熱帶風暴，命名為佛瑞特。9月22日，它達致颱風的強度，並發展出風眼。9月23日，它開始作爆發性增強，迅速增強成五級颱風，其中心氣壓在24小時之內從975百帕斯卡急降至885百帕斯卡，最高風速在一日內也從75英里每小時（121每小時）飆升至173英里每小時（278每小時）。可是五級颱風的強度並不是維持很久，佛瑞特早在9月27日吹襲沖繩之前已經減弱為四級颱風，及後在浙江省以東海面繼續減弱和轉向東北偏東，朝日本方向吹襲。最後於9月28日登陸九州，翌日消散。

## 影響

### 臺灣
當地發佈颱風最高信號：海上颱風警報
中央氣象局曾於9月23日21時10分為佛瑞特發佈海上颱風警報，到27日4時半解除。佛瑞特未曾登陸台灣本島，所帶來的災情相當輕微。根據中央氣象局所提供的總雨量分佈圖，在9月24日至26日期間，台北市陽明山的竹子湖錄得最高雨量為171.8毫米。除了竹子湖及陽明山鞍部氣象站（75.6毫米），台灣其餘各鄉鎮都錄得少於50毫米雨量。佛瑞特也為台灣離島帶來強風。彭佳嶼是錄得最高持續風速和最高陣風風速的地方，分別為逾20米每秒和逾30米每秒。

### 日本
佛瑞特於9月27日吹襲沖繩縣，伴隨而來的一股龍捲風曾襲擊因扎島，有26間房屋受到破壞、26人受傷。佛瑞特之後向西北移動，穿越琉球群島，嘉手納空軍基地曾錄得陣風達74節（137公里每小時）。
佛瑞特也為日本全國帶來豪雨，造成廣泛水浸和泥石流。至少有21人喪命、17人失蹤、86人受傷、約46,000間房屋被泥水淹浸。東京也錄得約20英寸（510）的雨量。在愛知縣名古屋市，有五名兒童在放學步行歸家途中被洪水沖走，當中四名被尋回並確認死亡，餘下一名五歲兒童則失蹤。另外在兵庫縣西宮市，有12個建築工人被大雨引發的泥石流沖走，當中四名工人獲救，其餘八名則失蹤。而在靜岡縣靜岡市，三名高速公路工人被泥石流沖落附近的西河，警察和志願者幾日內沿河尋找他們，不果。總而言之，風暴給日本造成相當大的破壞。

## 熱帶氣旋警告使用紀錄

### 臺灣
| 中央氣象局 颱風警報 | 中央氣象局 颱風警報 | 中央氣象局 颱風警報 |
| ------------------- | ------------------- | ------------------- |
| 上一熱帶氣旋        | 海上颱風警報        | 下一熱帶氣旋        |
| 強烈颱風愛倫        | 海上颱風警報        | 輕度颱風魏恩        |

## 紀錄
佛瑞特是全球有紀錄以來增強最快的熱帶氣旋，它的氣壓在24小時之內下降了100百帕斯卡，其最高風速在一日內也從75英里每小時（121每小時）飆升至173英里每小時（278每小時）。

## 外部連結
- （英文）天氣笑話 （页面存档备份，存于）
- （英文）數碼颱風資訊（佛瑞特） （页面存档备份，存于）